# Empresario

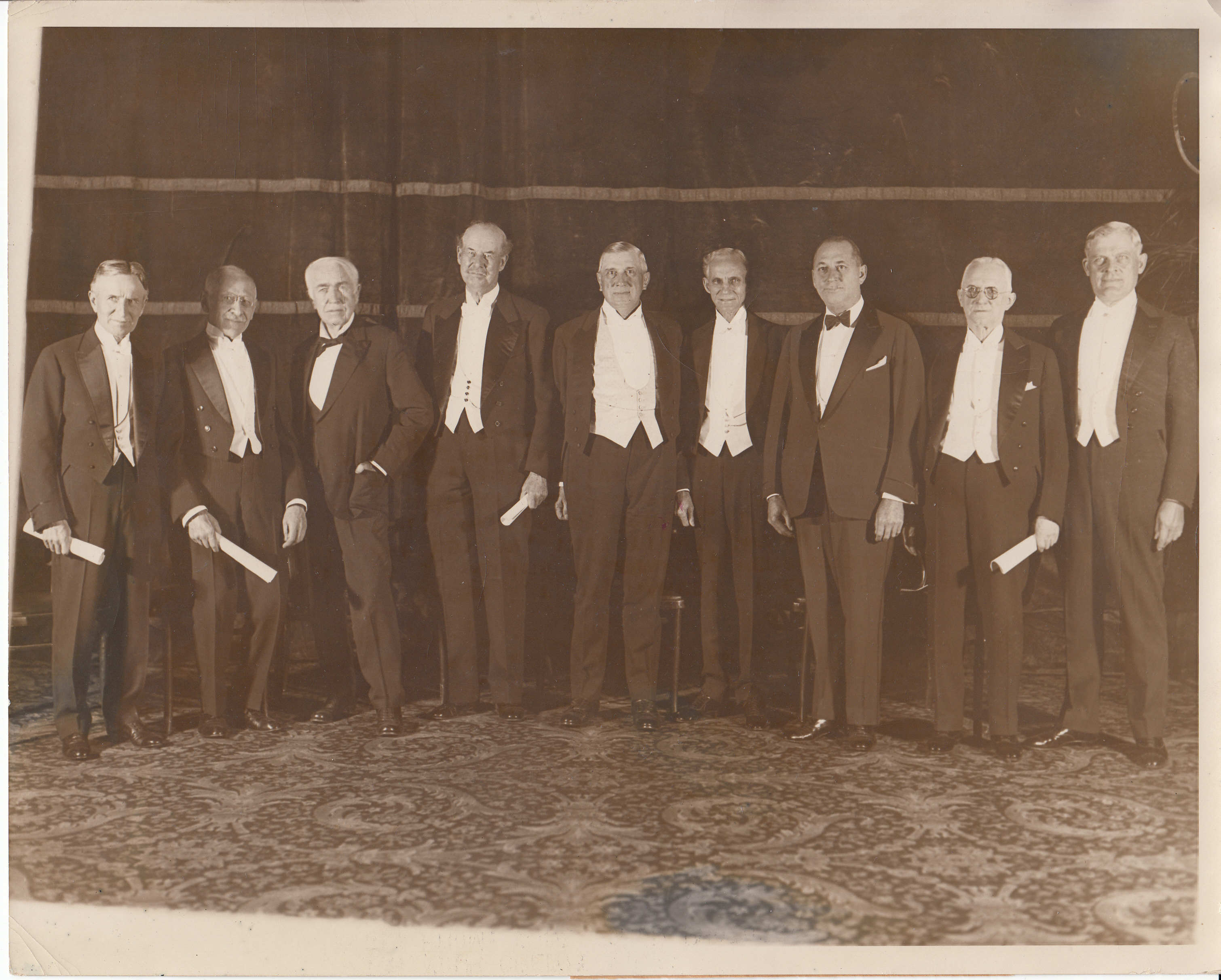
Reunión en 1928 de varios de los empresarios más importantes de la época: Harvey Firestone, Julius Rosenwald, Thomas Edison, Thomas Lipton, Charles M. Schwab, Henry Ford, Walter P. Chrysler, George Eastman y Thomas Wilson.

Un empresario es aquella persona o grupo de personas que, de forma individual o colectiva, fija los objetivos y toma las decisiones estratégicas acerca de las metas, los medios, la administración y el control de las empresas y asume la responsabilidad tanto comercial como legal frente a terceros. Se trata de la persona física o jurídica, que con capacidad legal y de un modo profesional combina capital y trabajo con el objetivo de producir bienes o servicios para ofertarlos en el mercado, a fin de obtener beneficios.
El término generalmente engloba las altas capas de gerencia de grandes empresas, los llamados directores ejecutivos que pueden combinar también con la participación en la propiedad de la misma —es el caso por ejemplo en su momento de Steve Jobs o Bill Gates— como a los miembros del consejo de administración o junta de directores —por ejemplo: Sergio Marchionne o Ramón Aboitiz— y a algunos accionistas (generalmente «accionistas mayoritarios» o de referencia) —por ejemplo: Warren Buffett o Ricardo Claro— y también a los propietarios de empresas de cualquier tamaño.
Se puede sugerir que en el rol del empresario se encuentran tres funciones distintas: la de propietario, capitalista o financiero; la de gerente o administrador; y la de emprendedor o innovador, o sea, que asume riesgos.
Jean-Baptiste Say sugiere en su libro Traité d'économie politique de 1803 que «es raro que tales empresarios sean tan pobres que no posean por lo menos parte del capital que emplean»; que «él es el lazo de comunicación entre las diferentes clases de productores, como entre los productores y los consumidores». «Él dirige el negocio de la producción y es el centro de muchos encuentros y relaciones; él hace ganancia de su conocimiento y de la ignorancia de otros, y de cualquier ventaja accidental de producción»; que «el mérito del mercader que logra, a través del buen manejo hacer que el mismo capital sea suficiente para expandir un negocio es precisamente análogo al del ingeniero, que simplifica la maquinaria o la hace más productiva», y nota al mismo tiempo que «el empresario está expuesto a todos los riesgos, pero en cambio se aprovecha de todo lo que puede serle favorable».

## Concepto de empresario en la economía delsigloXXI

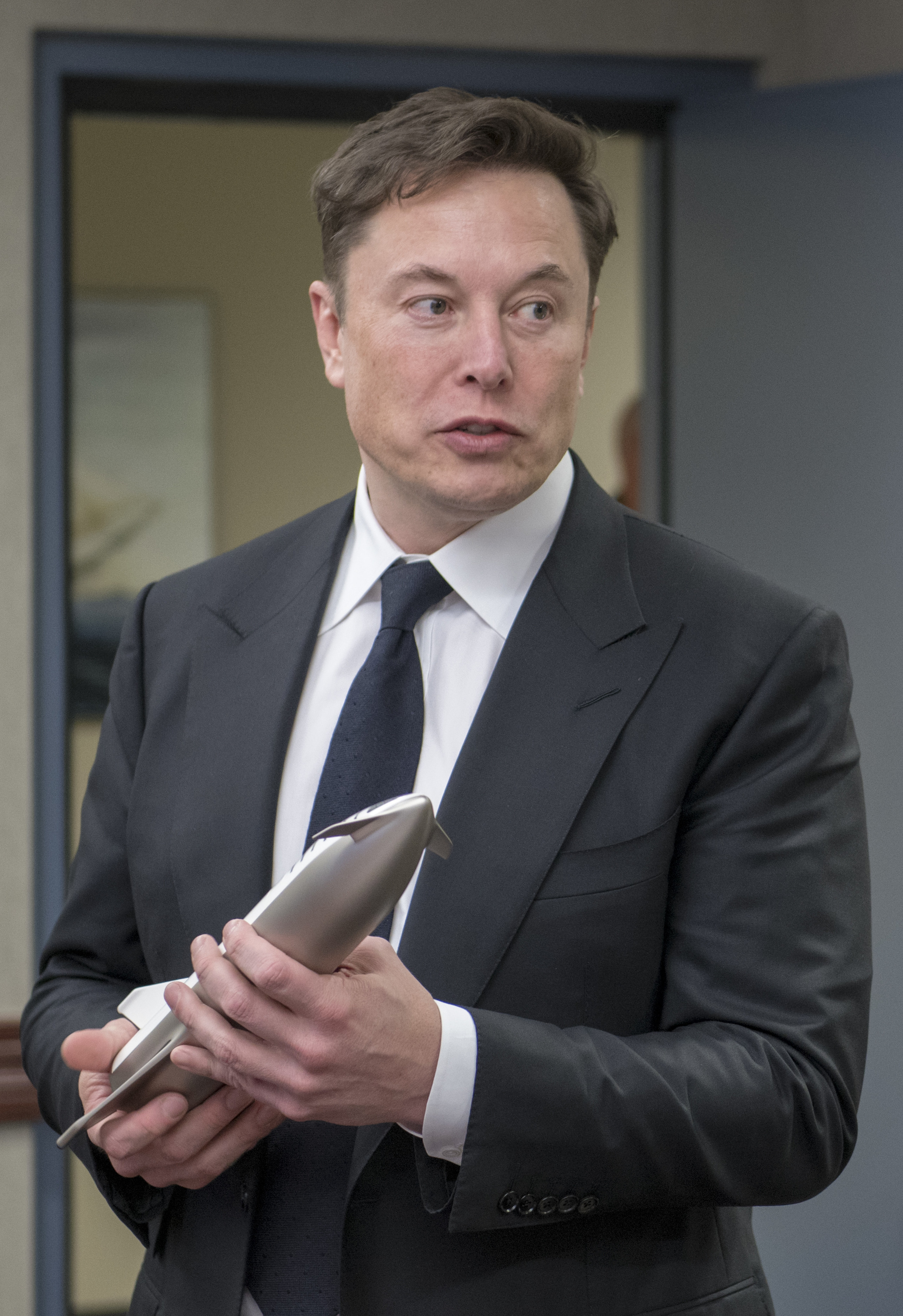
Elon Musk, CEO de Tesla Motors, SpaceX y fundador de PayPal

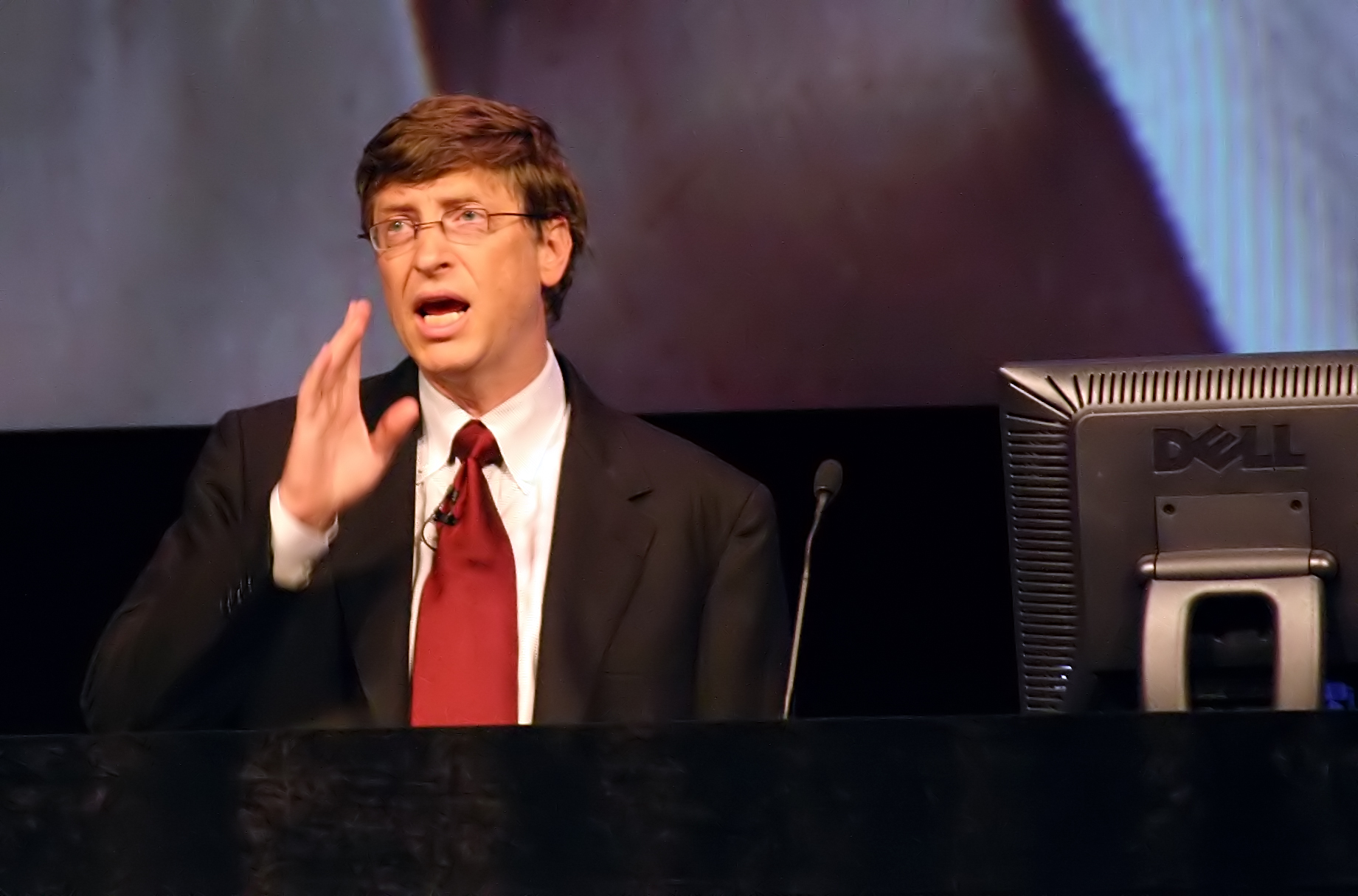
Bill Gates, fundador y presidente de Microsoft

En la economía actual, el concepto de empresario aparece íntimamente unido al concepto de empresa, concebida esta como realidad socioeconómica. El empresario personaliza la actuación de la empresa y es la figura representativa que, según sus motivaciones, persigue objetivos coherentes con los fines a conseguir por la empresa en un intervalo temporal. En definitiva, el empresario se constituye como el órgano individual o colectivo encargado de administrar (establecer los objetivos empresariales y la toma de decisiones oportunas para alcanzarlos).

## Características del concepto de empresario
Las características del empresario pueden ser agrupadas en dos:
- Los que consideran que la función económica del empresario se caracteriza por la asunción del riesgo y por el prestigio de la empresa, como:
  - Piensa en la ejecución de los trabajos.
  - Delega responsabilidades y controla los resultados.
  - Define las estrategias para solucionar dichos problemas y se adelanta a ellos.
  - Solo está al pendiente de los cambios que la empresa presenta.
- Los que estiman que la función principal es la directiva y de control del proceso económico, como:
  - Mide los resultados de la fuerza de trabajo.
  - Se rodea de gente capaz de ver la profundidad de las decisiones.
  - Ve con buenos ojos el esfuerzo de la fuerza de trabajo.
  - Conoce los números con los que se relaciona la producción.

## Evolución histórica

### Primera etapa
En una primera etapa histórica, que nace con la Revolución Industrial, la noción del empresario puede ser concebida como la del propietario administrador: los intereses de la empresa y los del propietario del capital coinciden absolutamente.
Esta visión corresponde a la de Adam Smith, para quien lo natural y eficaz es que los hombres controlen o manejen directa e individualmente sus negocios. No es que él no vea diferencias entre la labor del propietario y la del administrador sino que considera que solo tal control directo de los propietarios puede producir la maximizacion de beneficios que los propietarios desean: las labores de administración solo pueden ser delegadas con buenos resultados en asuntos o áreas triviales -solo cuando “todas las operaciones son capaces de ser reducidas a lo que es llamado una rutina, o a tal uniformidad de métodos que admitan solo pequeñas o ninguna variación”. - debido, por un lado, al problema del agente:, y, por el otro, a que Smith rechaza, en principio, toda unión de intereses -incluso patronales- como contraria al interés general (en que aumenta precios, reduce producción y competitividad, etc (ver op. cit)
Así pues el empresario es, según este enfoque, el individuo que compromete su capacidad en el funcionamiento de la empresa y, en consecuencia, afronta el riesgo patrimonial de la actividad. Por consiguiente, las características del empresario tradicional o capitalista son la propiedad y el carácter de tomador de riesgos individual. Esto es enfatizado por Richard Cantillon, quien postula que el resultado de toda actividad es incierto, implica un riesgo, y alguien tiene que asumirlo con la esperanza de recompensa en el futuro. y por Jean-Baptiste Say, para quien el empresario es -entre otras cosas- quien “está expuesto a todos los riesgos, pero en cambio se aprovecha de todo lo que puede serle favorable”.

### Segunda etapa
Esta segunda etapa puede ser concebida como la del empresario profesional. Esos empresarios existían ya aún en los tiempos de A Smith, pero -como se ha visto- no eran generalmente percibidos como eficientes y el sistema no se había generalizado.
Sin embargo varios factores condujeron a la creciente extensión del sistema de empresarios profesionales. Entre esos podemos contar los avances tecnológicos que permitieron tanto niveles de producciones cada vez mayores como una mayor productividad de la mano de obra, lo que expande los mercados, ya que los incrementos salariales (tanto en el número de asalariados como en los salarios mismos -ver Fordismo) crean un mayor poder de compra y los grandes volúmenes de producción reducen los costes.
La consecuencia de este proceso es la aparición de unidades de producción de mayor dimensión y consecuentemente la necesidad un mayor volumen de capital para financiarla. Ante las dificultades de hacer frente a estas exigencias con el patrimonio de solo un individuo o un grupo pequeño de tales individuos, surgen las grandes sociedades mercantiles en las que varios propietarios financian conjuntamente la empresa. Con ellas comienzan a disociarse los roles del empresario y del capitalista.
Eso promovió la expansión de un sistema empresarial no conformado con los propietarios del capital sino con gerentes profesionales, lo que impulsó la creación de mecanismos de supervisión de tales empresarios profesionales, dando así origen a las formas modernas de gobierno corporativo, tales como el Consejo de administración, etc., que eventualmente dieron origen a un amplio y complejo sistema burocrático de administración.
En este sistema el capital obtenido es confiado a un profesional -que puede ser partícipe del capital- sobre la base de sus conocimientos respecto a la toma de decisiones, interpretación del mercado, tecnologías, etc. Esas altas capas gerenciales paulatinamente no solo asumen la responsabilidad sino que toman las decisiones acerca del manejo de la empresa. Esos nuevos empresarios profesionales, siendo en teoría empleados de la empresa, reciben una remuneración salarial. Sin embargo, la mayor parte de sus ingresos se perciben en forma de acciones o bonos de producción.
Lo anterior modifica a su vez la concepción de la empresa, en la medida que la utilidad con que define su actuación económica llega a concebirse de forma diferente, tomando en consideración no solo la ganancia sino también otros factores. Así, por ejemplo, para Thorstein Veblen las grandes corporaciones no están primariamente interesadas en maximizar ganancias a través de la producción y venta de productos o servicios. El objetivo principal de los gerentes corporativos es maximizar el valor de las inversiones que controlan. Para Veblen el capital de una empresa incluye no solo elementos materiales sino también aspectos intangibles -medido en el buen nombre o reputación de la empresa.
En terminología financiera más moderna: "Los requerimientos de información a las compañías son principalmente de índole económico o recaudatorio pero, a nadie escapa, que un Balance de Situación o una Cuenta de Perdidas y Ganancias, en la mayoría de los casos, no representa la realidad económica de la empresa sino una información fiscal paralela, y cuyo análisis, lejos está de poder determinar si la compañía está haciendo las cosas de forma óptima.".
Eso dio lugar a empresas que no ofrecen, o solo ofrecen, sumas menores como dividendos a sus accionistas, confiando primariamente en el aumento del valor de las acciones para atraer y mantener inversionistas: "... se promovió desde EE. UU. que, para las empresas en bolsa, el criterio primordial para establecer el bonus debería ser el llamado ‘valor para el accionista', es decir el incremento del valor de la acción durante el período en cuestión. Eso implicaba que la mejora de la acción estaba directamente relacionada con la gestión de la compañía, de manera que si subía el valor de la acción era debido a una buena gestión.".
El empresario no afronta ahora un riesgo patrimonial, sino un riesgo profesional, es decir, arriesga la continuidad en su puesto. Se produce entonces una importante ruptura en la identidad de los objetivos empresariales: los accionistas persiguen la obtención de unos beneficios presentes o futuros de la inversión, mientras que el empresario profesional busca una continuidad que depende tanto de los accionistas como del crecimiento de la empresa que incremente su poder y le brinde alternativas de cambio hacia otros puestos más atractivos en otras empresas. Esta doble dinámica va a configurar la plasmación de los objetivos de la empresa empeñada en una supervivencia dentro de un contexto competitivo en el que el crecimiento, en un sentido muy amplio, es una garantía de subsistencia. Las características predominantes del empresario actual son las de promotor, innovador y administrador profesional.
Lo anterior dio origen no solo a una percepción del creciente aumento de la capacidad ejecutiva de las capas directivas, sino también a una concomitante perdida de la capacidad de los propietarios de tomar decisiones incluso acerca de la conducción general de las empresas, percepción que culminó en la propuesta del profesor John Kenneth Galbraith acerca de la existencia de una tecnoestructura, que se define como el conjunto de profesionales y técnicos de altos niveles empresariales:
economistas, ingenieros, abogados, especialistas en administración, marketing, finanzas, etc, que realmente dirigen esas grandes empresas.
Galbraith describe la situación como similar a los monopolios y oligopolios del mundo neoclásico pero con modificaciones significantes: las grandes empresas no pueden ser dirigidas por una sola persona, sino solo de forma colegiada. Y esa dirección colegiada paulatinamente desplaza a la dirección de los propietarios, sean esos propietarios privados o estatales. La tecnoestructura sería un monopolio u oligopolio interno a las empresas, pero que -en la medida que los gerentes de una empresa a menudo son miembros de los "Consejos de administración" en otras- se generaliza y tiene consecuencias a nivel más general.
En general, la posición jurídica de los accionistas como propietarios de la empresa se mantiene, pero aparece el derecho de propiedad restringido -manteniendo el primitivo poder de los "propietarios como directores" solo en las empresas individuales y familiares o en las pequeñas y medianas sociedades- y en las grandes empresas el derecho a voto de los accionistas individuales carece prácticamente de significado porque la capacidad de decisión estratégica se concentra en los llamados "Consejos de Administración" que funcionan como cuerpo colegiado: “Al evolucionar hacia los sistemas organizativos empresariales contemporáneos, al constituirse la organización requerida por la tecnología y la planificación modernas, y con la separación del propietario del capital y del control de la empresa, el empresario ha dejado de existir como persona individual en la empresa industrial madura”.
El accionista privado individual, poseyendo la acción como un título que le da derecho a percibir unas rentas (dividendos y derechos de suscripción) y a esperar una ganancia al subir el precio de su inversión (acciones), se ha convertido en un simple inversionista. Si los resultados no son los esperados, la forma de mostrar su disconformidad no es sometiendo a crítica la política de la empresa frente a la Junta General de accionistas (lo que está de antemano destinado al fracaso), sino vendiendo sus acciones de la compañía y dirigiéndo su capital hacia otra inversión.
De acuerdo a lo anterior se puede sugerir que los propietarios pueden subdividirse en dos grupos:
1. Propietarios permanentes, con dominio y control financiero y directamente integrados o muy cercanos al Consejo de Administración.
2. Propietarios temporales o simples inversores financieros.

Sin embargo, el poder de la tecnoestructura no es ilimitado. Sus integrantes mantienen sus posiciones en tanto que son capaces de generar los resultados necesarios para satisfacer las partes interesadas, especialmente en relación con -o en competición con- otros sectores o grupos empresariales: 'La optimización continua de todos los segmentos y recursos de la organización en un entorno dinámico y hostil, es la clave, no ya para obtener mayores beneficios en una compañía, sino de cara a mantener un nivel de competitividad tal, que asegure su permanencia en el mercado.'